# 下野田 (白岡市)
下野田（しものだ）は、埼玉県白岡市の大字。郵便番号は349-0223。本項では同地域にかつて存在した南埼玉郡下野田村（しものだむら）についても記す。

## 地理
白岡市中東部に位置する。上野田と境界が錯綜しており、おおむね東で爪田ケ谷および南埼玉郡宮代町逆井、西・北で上野田、南で岡泉・彦兵衛に接する（大字界が錯綜しているため、飛地との隣接は省略）。

### 河川
- 隼人堀川
- 姫宮落川
- 高岩落川（飛地） - 姫宮落川の支流
- 百間用水（飛地）

### 地価
住宅地の地価は2014年（平成26年）1月1日に公表された公示地価によれば下野田字宿814番2の地点で2万2800円/m2となっている。

## 歴史

### 地名の由来
古来の地形から。享保年間に上下2村に分かれた。

### 沿革
- 幕末の時点では埼玉郡に属し、「旧高旧領取調帳」の記載によると明治初年時点では一橋徳川家領、幕府領（小笠原甫三郎支配所）であった[4]。
- 1868年（慶応4年）6月19日（1868年8月7日） - 幕府領が武蔵知県事・山田政則の管轄となる。
- 1869年（明治2年）
  - 1月10日（1869年2月20日） - 武蔵知県事・山田政則が宮原忠英に交代。
  - 1月13日（1869年2月23日） - 武蔵知県事・宮原忠英の管轄区域に大宮県を設置、同県の管轄となる。県庁は東京府馬喰町に置かれる。
  - 9月29日（1869年11月2日） - 県庁が浦和に置かれ浦和県に改称。
  - このころ一橋徳川家領が浦和県の管轄となる。
- 1871年（明治4年）11月13日（1871年12月24日） - 第1次府県統合により埼玉県の管轄となる。
- 1879年（明治12年）3月 - 前年に制定された郡区町村編制法の埼玉県での施行により南埼玉郡の所属となる。郡役所は岩槻町に設置。
- 1889年（明治22年）4月1日 - 町村制の施行に伴い下野田村が単独で自治体を形成。後に日勝村となる9村で町村組合を結成。
- 1895年（明治27年）3月15日 - 町村組合を結成していた岡泉村・実ケ谷村・千駄野村・小久喜村・上野田村・爪田ケ谷村・太田新井村・彦兵衛村と合併して日勝村が成立、その大字下野田となる。自治体としては消滅。
- 1954年（昭和29年）9月1日 - 日勝村が篠津村および大山村の一部（大字下大崎、柴山、荒井新田）と合併して白岡町となり、その大字に継承。
- 2012年（平成24年）10月1日 - 白岡町が市制施行して白岡市となり、その大字に継承。

## 世帯数と人口
2023年（令和5年）7月1日現在の世帯数と人口は以下の通りである。
| 大字   | 世帯数  | 人口    |
| ------ | ------- | ------- |
| 下野田 | 572世帯 | 1,271人 |

## 小・中学校の学区
市立小・中学校に通う場合、学区は以下の通りとなる。
| 番地 | 小学校             | 中学校             |
| ---- | ------------------ | ------------------ |
| 全域 | 白岡市立菁莪小学校 | 白岡市立菁莪中学校 |

## 交通
地内に鉄道は敷設されていない。

### 道路
- 埼玉県道65号さいたま幸手線

## 施設
- 白岡市立菁莪中学校
- 菁莪幼稚園
- 鷲宮神社
- 上野田宮山第二児童遊園
- 上野田宮山第三児童遊園
- 下野田鷲宮簡易児童遊園
- 下野田集会所